# St. Johannes Baptist (Steinfeld)

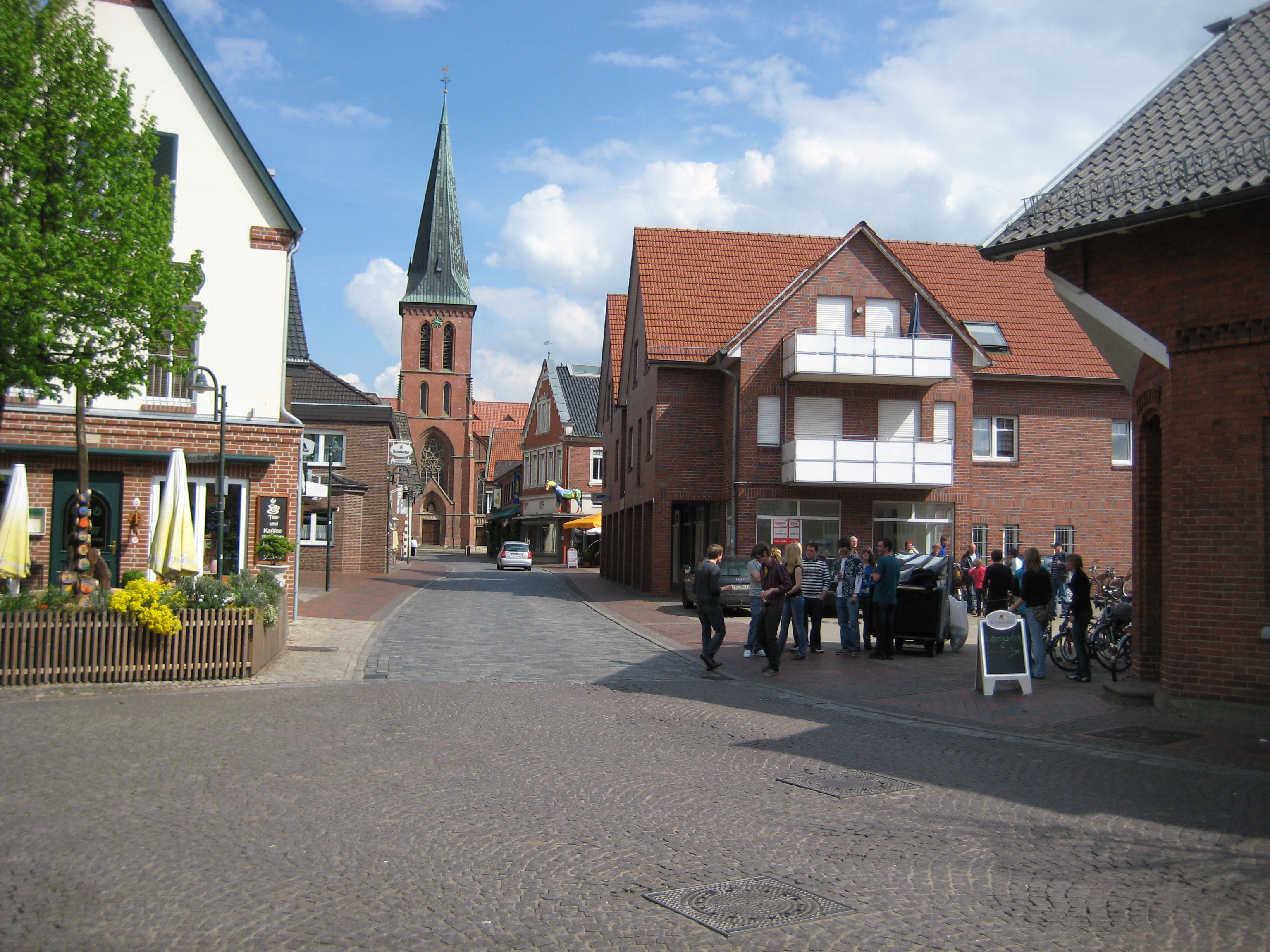
Ortsmitte von Steinfeld mit Blick auf die Kirche

St. Johannes Baptist in Steinfeld (Oldenburg) ist die Pfarrkirche der katholischen Pfarrgemeinde St. Johannes Baptist. Ihr Patron ist der hl. Johannes der Täufer, und zwar mit dem Titulus ecclesiae „sub titulo decollationis“ (lateinisch: „unter dem Titel der Enthauptung“, abgekürzt: s. t. dec.). Der altkirchliche Gedenktag der Enthauptung Johannes’ des Täufers ist also der Tag des Patronatsfestes.
Die Pfarrei gehört zum Dekanat Damme des Bistums Münster.

## Baugeschichte und Beschreibung

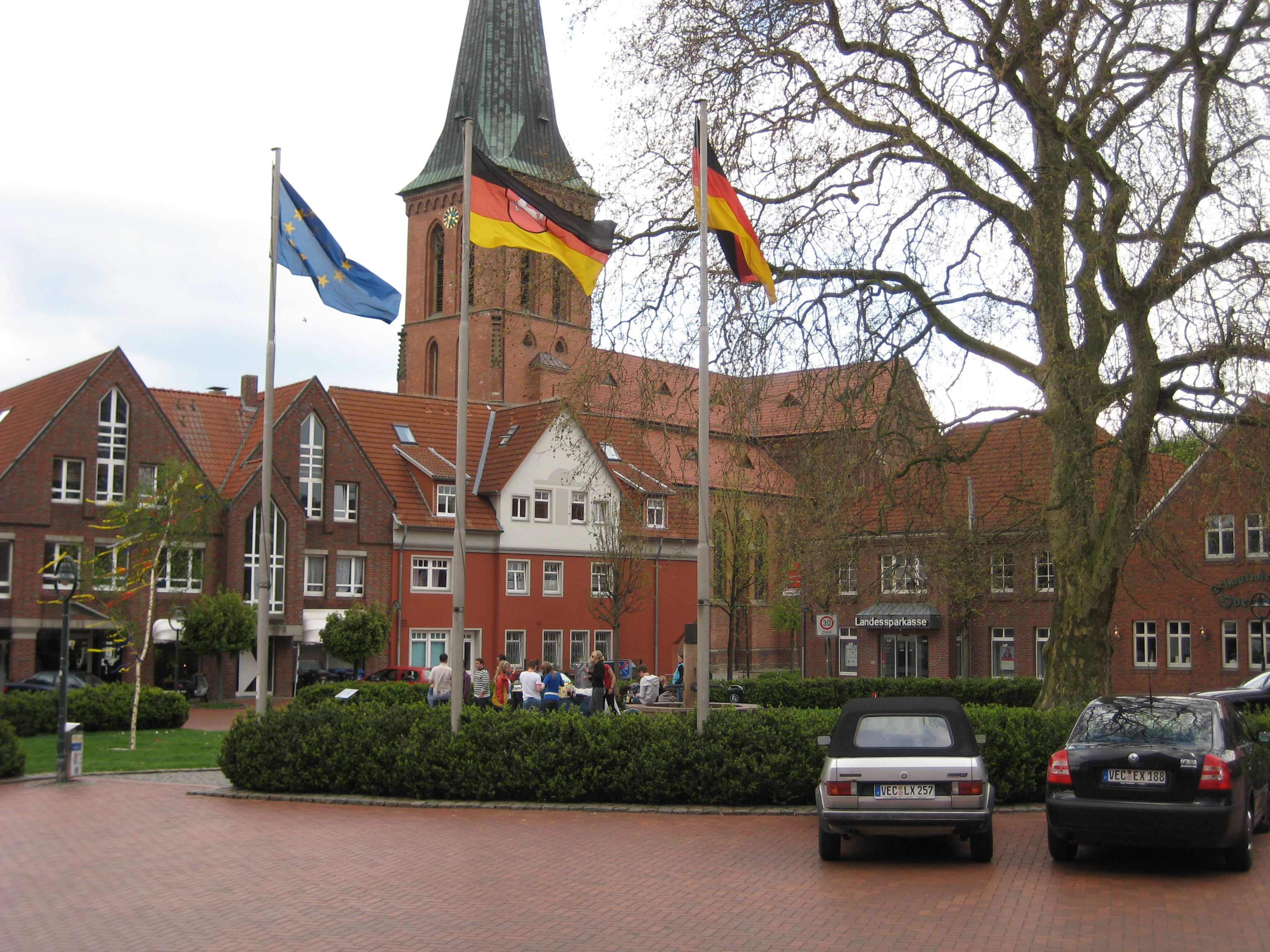
Blick vom Rathausplatz, Standort der alten Kirche, auf die neue Kirche

In der 1187 gegründeten Pfarrgemeinde existierte ein Kirchengebäude mit vierjochigem Langhaus und Querschiff, das aufgrund von Brandschäden und Baumängeln mehrmals restauriert wurde. Bereits vor Beginn des Neubaus wurde der Kirchturm abgerissen.
Von 1897 bis 1899 wurde an anderer Stelle eine neue Kirche nach Plänen Wilhelm Rincklakes erbaut. Es handelt sich um eine dreischiffige Stufenhalle aus Backstein im Stil der Neugotik, an die sich ein Querschiff, ein polygonaler Chor und ein Westturm anschließen.
Die Kirchweihe wurde am 16. November 1899 durch Bischof Hermann Jakob Dingelstad zelebriert. Auf dem Fundament der alten Kirche wurde zunächst eine Schule erbaut, später der Rathausplatz.

## Ausstattung
Der Fensterzyklus wurde in der Erbauungszeit der neuen Kirche durch Glasmalerei Oidtmann gestaltet. Altäre, Kanzel, Chorschranken und Taufstein sind neugotisch aus Sandstein gefertigt und waren bereits in der alten Kirche vorhanden.

### Altar

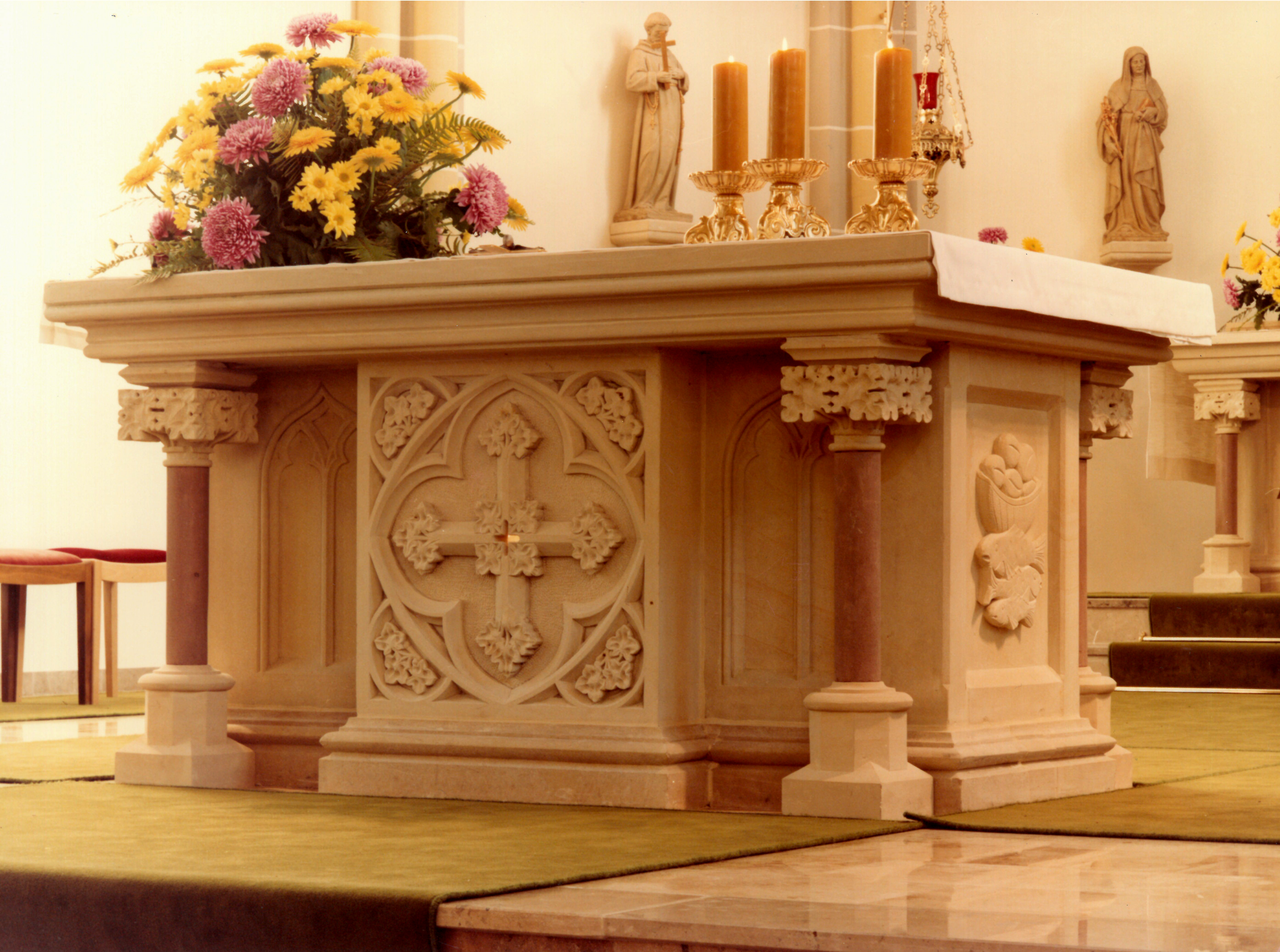
Altar der Kirche im Jahr 1980, nach der Renovierung.

Der Altar der Kirche wurde von der Firma Fark in Havixbeck aus Baumberger Sandstein hergestellt. Die Altarplatte, welche aus einem Stück gefertigt ist, ist ca. 200 cm × 125,5 cm groß und wiegt etwa eine Tonne. An den vier Ecken stehen Säulen, welche mit Veroneser Marmor geschmückt sind. Die Säulen tragen ein Kapitel und stehen in Konsolen. Auf der linken Seite des Altares ist ein Motiv aus dem Gleichnis vom Weinstock und den Rebzweigen aufgebracht. Auf der gegenüberliegenden Altarseite ein Motiv der wundersamen Brotvermehrung. Auf der Rückseite des Altars befindet sich mittig eine Bronzetür, hinter der zwei der insgesamt vier Altarreliquien zugänglich sind.
Im Messaltar sind Reliquien der folgenden Heiligen eingeschlossen:
- heilige Ursula (Altarplatte)
- heiliger Engelbert (Altarplatte)
- heiliger Karl Lwanga (Bronzetür)
- heiliger Matthias Kalemba Mulumba aus Uganda (Bronzetür)

Die Reliquien der heiligen Ursula und des heiligen Engelbert wurden am 31. Januar 1981 durch Bischof Reinhard Lettmann im Messaltar der Kirche eingeschlossen.

### Marienaltar und Josephsaltar
Der Marienaltar und der Josephsaltar stammen aus dem Jahr 1886.

### Skulptur „Das Abendmahl“
Im Jahr 1991 wurde der Altarraum der Kirche durch eine geschnitzte Holzskulptur ergänzt. Diese ist von der berühmten Abendmahlsszene des Leonardo DaVinci inspiriert. Die Skulptur ist 5,20 m breit und 1,20 m hoch. Auf ihr sind abgebildet (von links nach rechts): Bartholomäus, Jakobus der Jüngere, Andreas, Petrus, Judas, Johannes (der Lieblingsjünger), Jesus, Thomas, Jakobus der Ältere, Philippus, Matthäus, Thaddäus und Simon.
Die Skulptur wurde in 176 Arbeitstagen von Edi Lauterbacher, Meister der Schnitzerwerkstatt Heinzeller, hergestellt. Eine besondere Herausforderung war es, geeignetes Lindenholz zu beschaffen – insbesondere ein vier Meter langes Stück für den Tisch, an dem die Jünger zusammen mit Jesus Platz finden.

### Glasmalereien
Die Glasmalereien wurde in den Jahren 1898 und 1899 von der Werkstatt Dr. Heinrich Oidtmann aus Linnich geschaffen.

### Gewölbe
Das Gewölbe der Kirche zeigt verschiedene Symbole:
- für den Heiligen Geist
- die Tafeln mit den 10 Geboten
- verschiedene Wappen, darunter als Papstwappen das von Johannes Paul II. sowie die des Bistums Münster, des Bischöflich Münsterschen Offizialates und der Gemeinde Steinfeld

### Orgel
Die heutige Orgel der Kirche wurde durch Orgelbauanstalt Anton Feith aus Paderborn gebaut. Am 21. Dezember 1930 wurde sie in der Kirche in Betrieb genommen. 1992 wurde die Orgel renoviert. Auf der Brüstung der Orgel steht in großen Buchstaben die Inschrift LAUDATE DOMINUM OMNES GENTES (lateinisch: Lobet den Herrn alle Völker) aus Psalm 117.
Die Orgel hat 39 Register (zuzüglich 2 Transmissionen) auf 2 Manualen und Pedal bei pneumatisch gesteuerten Kegelladen.
Disposition
| I. Manuell C–g‴ | II. Manuell C–g‴ | Pedal C–f′ | Koppeln                                                             |
| --- | --- | --- | ------------------------------------------------------------------- |
| 1. Bordun 16′ 2. Principal 8′ 3. Gamba 8′ 4. Lieblich Gedackt 8′ 5. Quinte 5 1/3′ 6. Oktave 4′ 7. Rohrflöte 4′ 8. Blockflöte 4′ 9. Oktave 2′ 10. Nachthorn 2′ 11. Sesquialtera 2fach 12. Sifflöte 1′ 13. Mixtur 3fach 14. Oboe 8′ 15. Krummhorn 8′ | 1. Quintatön 16′ 2. Geigenprincipal 8′ 3. Tibia 8′ 4. Aeoline 8′ 5. Vox coelestis 8′ 6. Konzertflöte 4′ 7. Quintflöte 2 2/3′ 8. Gemshorn 2′ 9. Terzflöte 1 3/5′ 10. Flötencornett 4fach aus Nr. 6–9 11. Mixtur 4fach 2 2/3′ 12. Scharff 4fach 13. Trompete 8′ 14. Clarion 4′ Tremulant | 1. Violon 16′ 2. Subbass 16′ 3. Zartbass 16′ 4. Flötenbass 8′ 5. Cello 8′ 6. Principal 4′ 7. Principal 2′ 8. Posaune 16′ | II - I Superoktav I I - P Superoktav II - I II - P Sub-Oktav II - I |

Transmission aus Oktave 2′/I. Manual
Spiel- und Registertraktur pneumatisch mit Kegelladen
Jalousieschweller für die gesamte Orgel
Windabschwächung aus Subbass 16′

## Sakristei
Die Sakristei wurde 1979 um eine Messdienersakristei und einem Abstellraum erweitert. Damit hat die Kirche zwei Sakristeibauten, eine alte Sakristei mit vier giebeligen Dachseiten, sowie einen ergänzenden Bau – etwas flacher – zwischen dem südlichen Nebenchor der alten Sakristei und dem Südflügel des Querschiffs.